# Kumani
Kumáni (bolgarsko кумани, madžarsko kunok, rusko по́ловцы (polovci), кума́ны, за́падные кыпчаки́ (zahodni Kipčaki) ali кимаки (kimaki), turško Kumanlar) so bila nomadska plemena turškega porekla, ki so se leta 1055 začela seliti iz južnoruskih step in okrog leta 1100 prišli v Moldavijo in Vlaško. Od tod so napadala Kijevsko Rusijo in druge ruske kneževine. Neuspešni bojni pohod ruskih knezov, ki ga je vodil knez Novgorod-Severskega Igor Svjatoslavič, opisuje delo neimenovanega avtorja Pesem o pohodu Igorjevem (Слово о плъку Игоревѣ, Слово о полку Игореве) iz leta 1185, napisano v cerkvenoslovanščini.
Ko so leta 1235 na Kumane pritisnili Mongoli, je sedem kumanskih plemen odšlo na Madžarsko, kjer jih je madžarski kralj Béla IV. naselil ob reki Tisi, da bi ga branili pred Mongoli. Ostala kumanska plemena so se razbežala po Bolgariji, Trakiji in Mali Aziji, tako da jih je na prvotnem ozemlju ostalo zelo malo. 
Skupaj z Jazigi, ki so se na Madžarsko priselili že prej, so Kumani počasi dosegli poseben položaj in dobili vzhodno od Budimpešte med Donavo in Tiso svoje okrožje, ki je bilo sestavljeno iz Jazigije ter Velike in Male Kumanije. Okrožje je imelo sredi 19. stoletja okrog 180.000 prebivalcev. Leta 1876 je Mala Kumanija pripadla županiji Pest, Jazigija in Velika Kumanija pa županiji Jász-Nagykún-Szolnok.